# La vie est courte

La vie est courte est une série de bande dessinée.
- Scénario : Jean-Michel Thiriet
- Dessins : Manu Larcenet
- Couleurs : Scarlett

## Analyse
Les albums sont une succession de gags en une vignette, portés principalement sur l’humour noir.

## Publication

### Albums
1. Profitons-en ! (1998)
2. Jusqu'à présent… (1999)
3. Rien ne va plus ! (2000)

### Éditeurs
- Dupuis : tomes 1 à 3 (première édition des tomes 1 à 3)